# Мендоса, Хорхе
Хорхе Дарио Мендоса Торрес (исп. Jorge Darío Mendoza Torres; родился 15 мая 1989 года в Буэнос-Айресе, Аргентина) — парагвайский футболист, полузащитник клуба «Понте-Прета» и сборной Парагвая.

## Биография
Мендоса — воспитанник клуба «Гуарани». 8 ноября 2010 года в матче против «Либертада» он дебютировал в парагвайской Примере. 12 сентября в поединке против «Олимпии» Хорхе забил свой первый гол за «Гуарани». В том же году Мендоса помог команде выиграть Апертуру. 11 марта 2015 году в матче Кубка Либертадорес против венесуэльского «Депортиво Тачира» Хорхе забил гол.
16 февраля 2012 года в товарищеском матче против сборной Чили Мендоса дебютировал за сборную Парагвая.

## Достижения
Командные
 «Гуарани»
- Чемпионат Парагвая по футболу — Апертура 2010